# Aeródromo Juan Enrique
El Aeródromo Juan Enrique (OACI: SCAU) es un terminal aéreo ubicado a 3 kilómetros al sur de Pintué, en la comuna de Paine, Provincia de Maipo, Región Metropolitana de Santiago, Chile. Es de propiedad privada y recuerda a Juan Enrique Bernstein Letelier quien fuera piloto y oriundo de Aculeo, fallecido en el Volcán Villarrica en 1988.